# Paul Păcuraru
Paul Păcuraru, né le 4 octobre 1950 à Râmnicu Vâlcea est un homme d'État roumain, membre du Parti National Libéral. 